# 530運動

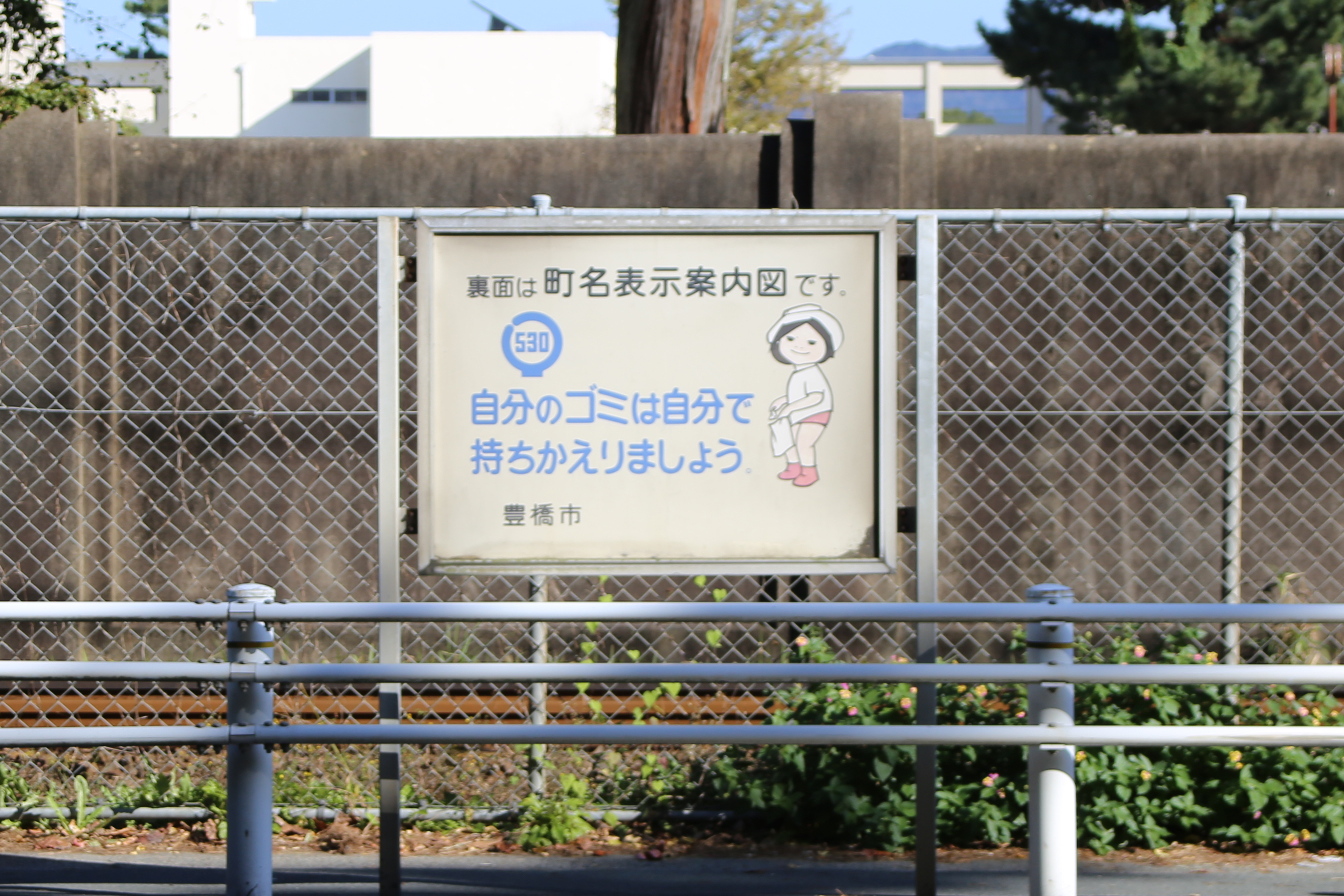
豊橋市内に設置されている530運動を呼び掛ける看板（2016年11月）

530運動（ごみぜろうんどう）とは、5月30日（語呂合わせ）に、街中のゴミを拾い歩く運動で、1975年（昭和50年）に愛知県豊橋市が始め、全国に広がった運動とされている。

## きっかけ
豊橋市東部の丘陵地帯（弓張山地）には、国の天然記念物「石巻山石灰岩地植物群落」、県の天然記念物「葦毛湿原（別名「東海のミニ尾瀬」）、国の史跡「嵩山の蛇穴」等をふくむ豊かな自然があるが、自然歩道が整備され来訪者も増すにつれ、空き缶などゴミの散乱が目に付くようになってきた。1975年（昭和50年）5月18日、豊橋山岳会会長の夏目久男の豊橋自然歩道推進協議会が中心になって、「自分のゴミは自分で持ち帰りましょう」との合い言葉のもと「530運動」の推進を豊橋市に提唱した。
1975年（昭和50年）7月に530運動推進連絡会が設立され、同年11月には初の一斉の「530（ゴミゼロ）運動」が行われる運びとなった。この運動は、ゴミゼロという明解で親しみやすい呼び名が功を奏し、次第に全国に広まっていった。1975年に530マークが公募により制定され、530（ゴミゼロ）の歌も作られた。1978年（昭和53年）3月6日には、34都道府県に及ぶ全国的な530運動連絡会が組織された。
毎年5月30日にはこの530（ゴミゼロ）にちなみ、全国各地でゴミ拾いを行う行事が開催され、環境意識を高める場となっている。今ではこの運動を知って貰うために、愛知県立豊橋特別支援学校では年に3回、530運動を行っている。

## 尾瀬の「ごみ持ち帰り運動」
尾瀬で、昭和47年（1972年）に国立公園協会や尾瀬の約7割の土地を所有する東京電力の関連会社・尾瀬林業、山小屋が中心となって「ごみ持ち帰り運動」を始めた。
尾瀬と同じ山岳清掃の必要性から、豊橋市全市的な取り組みとして提唱し、530運動という呼称で昇華したと思われるが、尾瀬との関連性を示す記録は残されていない。
詳しくは「ごみ持ち帰り運動」参照。

## 組織
- 530運動推進連絡会
- 初代会長 野澤東三郎
- 二代目会長 神谷邦雄